# L'ultimo tuffo
L'ultimo tuffo (O Último Mergulho) è un film del 1992 diretto da João César Monteiro, liberamente tratto dal romanzo Iperione di Friedrich Hölderlin, nel cui film sono presenti inoltre vari riferimenti metatestuali.